# Comté puis duché de Longueville
début XIIe siècle – 1694
Le comté de Longueville a appartenu à divers personnages célèbres. Il a été érigé en duché en 1505.

## Historique
La seigneurie de Longueville était le chef d'un honneur ayant appartenu à la famille Giffard. Guillaume le Maréchal reçoit la moitié de cet honneur en droit de sa femme, Isabelle de Clare, fille de Richard de Clare dit Strongbow en 1191. L'héritier de l'autre moitié est Richard de Clare, 3e comte d'Hertford. Après 1204, Guillaume le Maréchal parvint à conserver sa partie, qui appartenait encore en 1219 à sa veuve Isabelle de Clare (apr. 1172-1220) et à ses enfants en 1219. À la mort d'Isabelle de Clare, son fils Guillaume (II) le Maréchal cède à son cadet Richard ses terres en Normandie, soit les honneurs de Longueville et d'Orbec. Richard meurt sans descendance, et le roi Louis IX de France s'empare de ses terres.
En 1305, le comté est donné par Philippe IV le Bel à son ministre Enguerrand de Marigny. Philippe décédé en 1314, Louis de France lui succède et récupère le comté après la disgrâce du ministre de son père.
Il appartint à la famille des comtes d'Évreux jusqu'à la mort de Philippe de Navarre, frère de Charles le Mauvais en 1363.
Charles V offrit le comté à Bertrand du Guesclin le 27 mai 1364.
Devenu possession anglaise en 1417, le comté fut donné à Gaston Ier de Foix-Grailly qui en rendit aveu à Henry VI le 15 mars 1428 et le 13 août 1432.
Le titre de comte de Longueville fut accordé à Archibald, 5e comte de Douglas mort en 1438 et à son fils William, 6e comte de Douglas, mort en 1440 en remerciement de l'aide apportée au futur Charles VII de France par l'armée de secours écossaise conduite par Archibald, 4e comte de Douglas, tué à la bataille de Verneuil (1424).
Le comté de Tancarville qui relevait jusqu'alors de celui de Longueville passa dans la mouvance royale en 1364 alors que la ville de Montivilliers fut rattachée au domaine royal.
En 1505, la baronnie d'Auffay est unie au comté qui est érigé en duché au profit de François d'Orléans, comte de Dunois.
Le duché de Longueville s'éteignit en 1694 à la mort de Jean Louis Charles d'Orléans-Longueville.

## Liste des comtes
- Enguerrand de Marigny (vers 1260 - 30 avril 1315), chambellan et ministre du roi Philippe IV le Bel, comte de Longueville de 1305 à 1314.
- Philippe de Navarre (1336-1343), comte de Longueville. Sans descendance.
- Bertrand du Guesclin (1320 - 13 juillet 1380), connétable de France et de Castille, comte de Longueville à partir de 1364, chambellan de France, capitaine de Pontorson, capitaine du mont Saint-Michel, roi de Grenade, duc de Molina. À sa mort, sa femme Jeanne de Laval-Tinténiac est comtesse douairière.
- Archibald Douglas († 1439), 5e comte de Douglas, comte de Longueville, 2e duc (titulaire) de Touraine, fils de Archibald Douglas, 4e comte de Douglas.
- William Douglas († 1440), 6e comte de Douglas, comte de Longueville, fils du précédent.
- Jean, bâtard d'Orléans (23 novembre 1402 - 24 novembre 1468), un des capitaines français lors de la guerre de Cent Ans, compagnon d'armes de Jeanne d'Arc, comte de Dunois, comte de Longueville à partir de 1443, baron de Gex, seigneur de Parthenay, de Valbonais, de Claix, grand chambellan de France, président du Conseil des Trente-Six.
- François Ier d'Orléans-Longueville (1447-1491), comte de Dunois, de Tancarville, de Longueville et de Montgomery, baron de Varenguebec, vicomte de Melun, Grand-chambellan de France, gouverneur de Normandie et du Dauphiné, connétable et chambellan de Normandie. Fils du précédent, il est à l'origine de la branche des Orléans-Longueville.
- François II de Longueville (1478-1512), comte puis duc de Longueville, comte de Montgommery, de Tancarville, vicomte de Melun. Fils du précédent.